# Монро Бърдсли
Монро Къртис Бърдсли (на английски: Monroe Curtis Beardsley) е американски философ и литературен теоретик. Бърдсли е най-значимият американски теоретик на естетиката след Джон Дюи и Сюзан Лангер.

## Биография
Роден е на 10 декември 1915 г. в Бриджпорт, Кънектикът, САЩ. Завършва философия в Йейлския университет (бакалавър през 1936 г., доктор през 1939 г.), където получава наградата „Джон Адисън Портър“. Преподава в редица колежи и университети, сред които колежа Маунт Холийок и Йейлския университет, но по-голямата част от преподавателската му кариера преминава в колежа Суортмор (22 години; между 1947 и 1969 г.) и Университета Темпъл (16 години; между 1969 и 1985 г.). Неговата съпруга и съавтор на някои негови текстове, Елизабет Лейн Бърдсли, също преподава философия в Университета Темпъл.
През 1956 г. Бърдсли е избран за президент на Американското общество по естетика, а през 1976 за член на Американската академия за изкуства и науки.
Сред литературоведите Бърдсли е известен с двете есета, които пише заедно с Уилям Уимзът – „The Intentional Fallacy“ и „The Affective Fallacy“ – ключови текстове за Новото литературознание.
Умира на 18 септември 1985 г. във Филаделфия на 69-годишна възраст.